# 초자연계시
초자연계시(supernatural revelation)란 하나님께서 자연의 현상을 넘어 하나님의 특별한 목적을 보여주기 위해 초자연적인 방법을 사용하신 계시이다. 하나님의 초자연적 간섭의 계시로 꿈이나 구전과 같은 자연적 방법을 사용함에 있어서도 초자연적 성격을 가진다. 그것은 말씀과 사실의 계시인데 여기서 말씀은 사실을 해명하고 사실은 말씀을 예증해 준다.
“요셉이 다시 꿈을 꾸고 그의 형들에게 말하여 이르되 내가 또 꿈을 꾼즉 해와 달과 열 한 별이 내게 절하더이다 하니라.”(창 37: 9)
“오직 은밀한 것을 나타내실 자는 하늘에 계신 하나님이시라 그가 느부갓네살왕에게 후일에 될 일을 알게 하셨나이다 왕의 꿈 곧 왕이 침상에서 뇌 속으로 받은 이상은 이러하니이다.”(단 2: 28)
“왕이여 왕이 침상에 나아가서 장래 일을 생각하실 때에 은밀한 것을 나타내시는 이가 장래 일을 왕에게 알게 하셨사오며.”(단 2: 29)
“내게 이 은밀한 것을 나타내심은 내 지혜가 다른 인생보다 나은 것이 아니라 오직 그 해석을 왕에게 알려서 왕의 마음으로 생각하던 것을 왕으로 알게 하려 하심이니이다.”(단 2: 30)

## 같이 보기
- 계시
- 일반계시
- 특별계시
- 자연계시

## 참고 문헌
- 루이스 뻘콥, 기독교 신학개론, 신복윤 옮김 (서울:성광문화사, 1997)

- 안명준, 성경적 조직신학 (서울: 기쁜날, 2014)